# Vukojevci
Vukojevci är en ort i Kroatien.   Den ligger i länet Baranja, i den östra delen av landet, 170 km öster om huvudstaden Zagreb. Vukojevci ligger 135 meter över havet och antalet invånare är 1 002.
Terrängen runt Vukojevci är platt. Runt Vukojevci är det ganska glesbefolkat, med 48 invånare per kvadratkilometer. Närmaste större samhälle är Našice, 5,4 km väster om Vukojevci. Trakten runt Vukojevci består till största delen av jordbruksmark.